# All the Way (canción de Frank Sinatra)
«All the Way» es una canción del año 1957 con música del compositor estadounidense Jimmy Van Heusen y letra de Sammy Cahn para la película La máscara del dolor —de título original en inglés: The Joker Is Wild—, ganadora del premio Óscar a la mejor canción original de dicho año. En la película la canta el actor Frank Sinatra.
La pareja Van Hensen/Cahn (compositor/letrista) volvió a ganar el Óscar a la mejor canción original en otras dos ocasiones: en 1959 por High Hopes para la película A Hole in the Head, y en 1963 por Call Me Irresponsible para la película Papa's Delicate Condition.

## Versiones en italiano
La cantante italiana Mina Mazzini la versionó en su italiano para el show de variedades Canzonissima, y Neil Sedaka también la cantó en este idioma.